# Hongrie aux Jeux olympiques d'été de 1952
La Hongrie participe aux Jeux olympiques d'été de 1952, à Helsinki, représentée par une  nombreuse délégation de 189 athlètes constituée de 162 hommes et 27 femmes. Réalisant un bond de géant au niveau de leur performance par rapport aux Jeux de Londres, Les Magyars remportent  42 médailles dont 16 en or. Soit 15 médailles de plus au bilan global et 6 de plus en or qu’aux Jeux olympiques précédents. La Hongrie se situe ainsi en 3e place au rang des nations, en particulier grâce aux performances de ses gymnastes, de ses escrimeurs, de ses nageurs et de ses équipes de Football et de Water polo. Toutes deux ayant conquis le titre olympique.

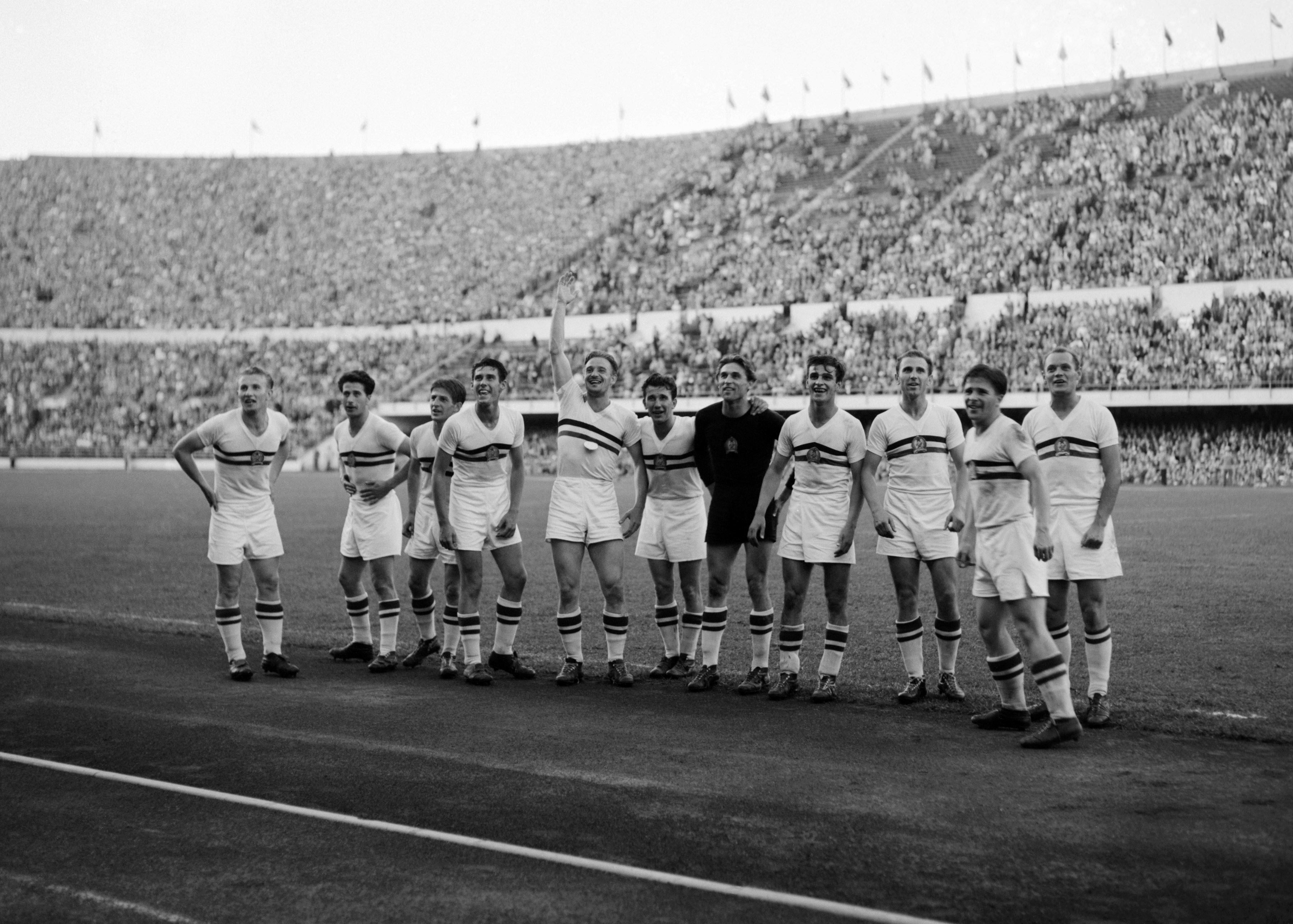
L’équipe hongroise championne olympique de Football après sa victoire en finale, sur la Yougoslavie.

## Bilan global
| Sport              | Médaille d'or, Jeux olympiques | Médaille d'argent, Jeux olympiques | Médaille de bronze, Jeux olympiques | Total |
| Athlétisme         | 1                              | 0                                  | 4                                   | 5     |
| Boxe               | 1                              | 0                                  | 0                                   | 1     |
| Canoë-kayak        | 0                              | 2                                  | 1                                   | 3     |
| Escrime            | 2                              | 2                                  | 2                                   | 6     |
| Football           | 1                              | 0                                  | 0                                   | 1     |
| Gymnastique        | 2                              | 1                                  | 5                                   | 8     |
| Lutte              | 2                              | 1                                  | 1                                   | 4     |
| Natation           | 4                              | 2                                  | 1                                   | 7     |
| Pentathlon moderne | 1                              | 1                                  | 1                                   | 3     |
| Tir                | 1                              | 1                                  | 1                                   | 3     |
| Water polo         | 1                              | 0                                  | 0                                   | 1     |
|                    | 16                             | 10                                 | 16                                  | 42    |

## Médailles

### Médailles d'or
| Sport                                           | Discipline | Sportifs |
| Médailles d’or : 16                             | |          |
| Athlétisme                                      | |          |
| Lancer du marteau                               | József Csermák |          |
| Boxe                                            | |          |
| Poids super-welters (-71 kg)                    | László Papp |          |
| Escrime                                         | |          |
| Sabre individuel Sabre masculin individuel      | Pál Kovács |          |
| Sabre par équipes Sabre masculin par équipes    | Tibor Berczelly Rudolf Kárpáti Pál Kovács Aladár Gerevich Bertalan Papp László Rajcsányi |          |
| Football                                        | |          |
|                                                 | Gyula Grosics Jenő Dálnoki Imre Kovács László Budai Ferenc Puskás Zoltán Czibor Lajos Csordás Jenő Buzánszky Gyula Lóránt Mihály Lantos József Bozsik József Zakariás Nándor Hidegkuti Sándor Kocsis Péter Palotás |          |
| Gymnastique                                     | |          |
| Barres asymétriques femmes                      | Margit Korondi |          |
| Sol femmes                                      | Ágnès Keleti |          |
| Lutte                                           | |          |
| Lutte gréco-Romaine Poids coq, 52 - 57 kg       | Imre Hódos |          |
| Lutte gréco-Romaine Poids mi-moyens, 67 - 73 kg | Miklós Szilvásy |          |
| Natation                                        | |          |
| 100 m nage libre femmes                         | Katalin Szöke |          |
| 400 m nage libre femmes                         | Valéria Gyenge |          |
| 200 m brasse femmes                             | Eva Székely |          |
| Relais 4 × 100 m nage libre femmes              | Ilona Novák Judit Temes Eva Novák Katalin Szöke Mária Littomeritzky |          |
| Pentathlon moderne                              | |          |
| Epreuve par équipes hommes                      | Gábor Benedek Aladár Kovácsi István Szondy |          |
| Tir                                             | |          |
| Pistolet feu rapide à 25 m                      | Károly Takács |          |
| Water-polo                                      | |          |
|                                                 | László Jeney György Vízvári Dezső Gyarmati István Hasznos György Kárpáti Róbert Antal Dezső Fábián Kálmán Markovits Károly Szittya Dezső Lemhényi Miklós Martin Antal Bolvári István Szívós.                       |          |

### Médailles d'argent
| Sport                                       | Discipline | Sportifs |
| Médailles d’argent : 10                     | |          |
| Canoë-kayak                                 | |          |
| 1 000 mètres canoë monoplace hommes         | János Parti |          |
| 10 000 mètres canoë monoplace hommes        | Gábor Novák |          |
| Escrime                                     | |          |
| Sabre masculin Epreuve individuelle         | Aladár Gerevich |          |
| Fleuret féminin Epreuve individuelle        | Ilona Elek |          |
| Gymnastique                                 | |          |
| Concours général par équipes femmes         | Margit Korondi Ágnès Keleti Károlyné Perényi Olga Tass Erzsébet Gulyás Lászlóne Zalai Andrea Bodó Lászlóne Daruházi Edit Perényi-Weckinger |          |
| Lutte                                       | |          |
| Lutte gréco-Romaine Poids plume, 57 - 62 kg | Imre Polyák |          |
| Natation                                    | |          |
| 400 m nage libre femmes                     | Eva Novák |          |
| 200 m brasse femmes                         | Eva Novák |          |
| Pentathlon moderne                          | |          |
| Epreuve individuelle hommes                 | Gábor Benedek |          |
| Tir                                         | |          |
| Pistolet feu rapide à 25 m                  | Szilárd Kun |          |

### Médailles de bronze
| Sport                                                 | Discipline | Sportifs |
| Médailles de bronze : 16                              | |          |
| Athlétisme                                            | |          |
| Lancer du marteau                                     | Imre Németh |          |
| 4 × 100 m                                             | László Zarándi Géza Varasdi György Csányi Béla Goldoványi                                                                                |          |
| 50 km marche                                          | Antal Róka |          |
| Saut en longueur                                      | Ödön Földessy |          |
| Canoë-kayak                                           | |          |
| 10 000 mètres kayak biplace hommes                    | Ferenc Varga |          |
| Escrime                                               | |          |
| Fleuret par équipes                                   | Aladár Gerevich Lajos Maszlay Endre Palócz József Sákovics Endre Tilli Tibor Berczelly                                                   |          |
| Sabre individuel                                      | Tibor Berczelly |          |
| Gymnastique                                           | |          |
| Concours général individuel femmes                    | Margit Korondi |          |
| Exercices d'ensemble avec agrès portatifs par équipes | Margit Korondi Ágnes Keleti Edit Perényi-Weckinger Olga Tass Erzsébet Gulyás-Köteles Mária Kövi-Zalai Andrea Bodó Irén Daruházi-Karcsics |          |
| Barres asymétriques, épreuve féminine                 | Ágnès Keleti |          |
| poutre, épreuve féminine                              | Margit Korondi |          |
| Sol femmes                                            | Margit Korondi |          |
| Lutte                                                 | |          |
| Lutte gréco-Romaine Poids moyens, 73 - 79 kg          | György Gurics |          |
| Natation                                              | |          |
| 100 m nage libre femmes                               | Judit Temes |          |
| Pentathlon moderne                                    | |          |
| Epreuve individuelle masculine                        | István Szondy |          |
| Tir                                                   | |          |
| Pistolet à 50 m                                       | Ambrus Balogh |          |

## Sources
- (fr) Tous les bilan officiels sur le site du Comité international olympique
- (en) Bilan complet de la Hongrie sur le site olympedia.org